# Raphaël Nguyễn Văn Diệp

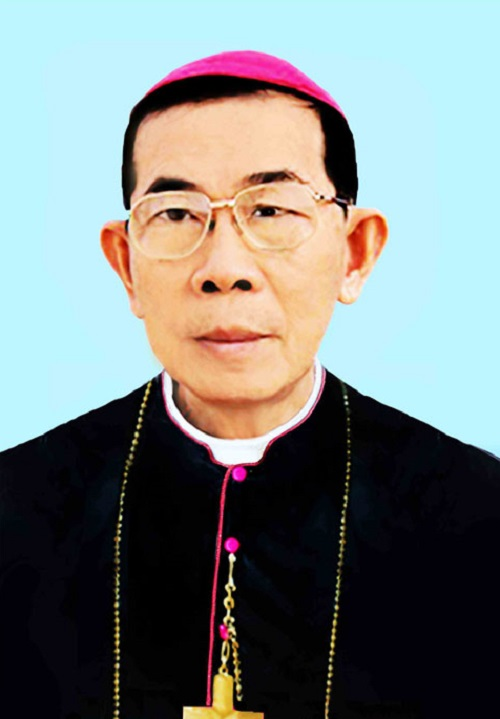
Raphael Nguyễn Văn Diệp

Raphaël Nguyễn Văn Diệp (* 20. Oktober 1926 in Long Thôi, Vietnam; † 20. Dezember 2007) war ein römisch-katholischer Koadjutor des vietnamesischen Bistums Vĩnh Long. Sein Name kombiniert westliche Namenstradition (Raphaël als Vorname vor den Familiennamen Nguyễn) mit vietnamesischer (Văn Diệp als persönlicher Name steht hinter dem Familiennamen).

## Leben
Nguyen Van Diep empfing am 7. Dezember 1954 die Priesterweihe im Bistum Vĩnh Long. 1975 ernannte ihn Papst Paul VI. zum Titularbischof von Tubusuptu und bestellte ihn zum Koadjutorbischof im Bistum Vĩnh Long. Die Bischofsweihe am 15. August 1975 spendeten ihm Jacques Nguyên Van Mâu, Bischof von Vinh Long, sowie Emmanuel Lê Phong Thuân, Bischof von Cân Tho, und André Nguyên Van Nam, Bischof von My Tho.
2000 wurde seinem altersbedingten Rücktrittsgesuch durch Papst Johannes Paul II. stattgegeben; sein Nachfolger wurde Thomas Nguyên Van Tan.